# Emilia Bjuggren
Sara Emilia Ingemarsdotter Bjuggren, född 9 april 1987 i Spånga församling i Stockholm, är en svensk socialdemokratisk politiker. Hon är skol-, arbetsmarknads-, och personalborgarråd i Stockholm stad sedan valet 2022.

## Biografi
Mellan 2009 och 2011 var hon ordförande för SSU Stockholm. Inför valet 2010 var hon Socialdemokraterna i Stockholms ungdomskandidat till riksdagen, då hon 22 år gammal stod på 9 plats på riksdagslistan i Stockholm stad. 2010 valdes hon in som ersättare i Stockholms kommunfullmäktige. 2011 var hon en av flera unga kvinnor som kandiderade till socialdemokratiskt oppositionsborgarråd, efter att Carin Jämtin avgått för att bli partisekreterare för Socialdemokraterna.
Bjuggren blev 2011 heltidsarvoderad idrottspolitiker i Stockholms stad, vice ordförande för Idrottsnämnden och socialdemokratisk gruppledare i Familjebostäder. Hon är också ersättare i kommunstyrelsen för Stockholm, sedan 2011. Från februari 2014 vikarierade Emilia Bjuggren för Tomas Rudin som oppositionsborgarråd och blev i och med detta det yngsta borgarrådet i Stockholm, 26 år gammal. Några månader senare blev hon ordinarie oppositionsborgarråd när Rudin valde att avgå.
Vid maktskiftet i Stockholm till följd av valet 2014, blev hon i oktober 2014 arbetsmarknads- och idrottsborgarråd i staden. Mellan 2018 och 2022 var hon oppositionsborgarråd i Stockholm. Efter valet 2022 tillträdde Bjuggren som skol-, arbetsmarknads-, och personalborgarråd i staden.
Den 21 mars 2017 talade Bjuggren på konferensen Stockholms Peace Talks i Stockholms Stadshus.